# Ceradenia brunneoviridis
Ceradenia brunneoviridis är en stensöteväxtart som först beskrevs av Bak. och Jenman, och fick sitt nu gällande namn av Luther Earl Bishop. Ceradenia brunneoviridis ingår i släktet Ceradenia och familjen Polypodiaceae. Inga underarter finns listade.